# Němčičky (district de Znojmo)
Pour les articles homonymes, voir Němčičky.
Němčičky (en allemand : Klein Niemtschitz) est une commune du district de Znojmo, dans la région de Moravie-du-Sud, en République tchèque. Sa population s'élevait à 84 habitants en 2020.

## Géographie
Němčičky se trouve à 10 km au nord de Znojmo, à 48 km au sud-ouest de Brno et à 174 km au sud-est de Prague.
La commune est limitée par Mikulovice au nord et au nord-est, par Výrovice au sud-est et au sud, par Plaveč au sud et au sud-ouest, et par Rudlice à l'ouest.

## Histoire
La première mention écrite de la localité date de 1350.